# 自分のことがわからない
「自分のことがわからない」（じぶんのことがわからない）は、青春高校3年C組の楽曲。作詞は秋元康、作曲は飯野麟太郎が担当した。2021年1月20日に青春高校3年C組の配信シングルとしてユニバーサル ミュージック（EMI Records）から発売された。楽曲のセンターポジションは日比野芽奈が務めた。

## 背景とリリース
自身初の配信シングル。
この曲は、セカンドシングルの「好きです」の前に用意されていた曲だが、「あなた犯人じゃありません」の制作中断・放送延期されていた関係でドラマの放送開始まで流れなかった。青春高校3年C組のアイドル部では最後のシングルとなった。
なお、番組・プロジェクトが終了後に、テレビ朝日の「ロンドンハーツ」で大曲李佳さんの紹介VTR時にBGMで流れている。

## メディアでの使用
自分のことがわからない
テレビ東京 木ドラ25『あなた犯人じゃありません』主題歌。

## 収録内容
| #  | タイトル                               | 作詞   | 作曲       | 編曲       | 時間 |
| -- | -------------------------------------- | ------ | ---------- | ---------- | ---- |
| 1. | 「自分のことがわからない」(アイドル部) | 秋元康 | 飯野麟太郎 | 飯野麟太郎 | 4:32 |